# Comptes rendus de l’Académie des sciences
Die Comptes rendus de l’Académie des sciences ist eine französische wissenschaftliche Zeitschrift, herausgegeben von der Académie des Sciences und ihr wichtigstes Publikationsorgan. Sie wird häufig C. R. Acad. Sci. (oder C. r. hebd. séances Acad. sci.) abgekürzt, oder auch kurz Compte Rendu (französisch für Aufzeichnungen), und deckt in mehreren Reihen unterschiedliche wissenschaftliche Disziplinen in Mathematik und Naturwissenschaften ab.

## Editionsgeschichte
Ursprünglich veröffentlichte die französische Akademie der Wissenschaften ab 1666 die Reihe Mémoires de l'Académie des Sciences. Dies wurde 1835 durch die Zeitschrift Comptes rendus hebdomadaires des séances de l'Académie des Sciences ergänzt für kürzere, schnelle Mitteilungen wissenschaftlicher Entdeckungen. Initiator dazu war François Arago.
Ab 1966 erschienen sie in mehreren Reihen bei Gauthier-Villars unter dem Obertitel Comptes rendus hebdomadaires des séances de l’Académie des sciences: 
- Série A, Sciences mathématiques (ISSN 0997-4482 und 0302-8429)
- Série B, Sciences physiques (ISSN 0302-8437)
- Série C, Sciences chimiques (ISSN 0567-6541)
- Série D, Sciences naturelles (ISSN 0567-655X)
- Supplément, Vie académique

Dabei erschienen die Reihen A, B im selben Band (außer 1974).
Von 1980 bis 2001 wurden die Reihen umgeordnet unter dem Obertitel Comptes rendus de l’Académie des sciences:
- Série I, Mathématique (ISSN 0764-4442, 1778-3577 und 0249-6291)
- Série IIa, Sciences de la terre et des planètes (ISSN 1251-8050)
- Série IIb, Mécanique, physique, chimie, astronomie,  (ISSN 1251-8069); sie erschienen 1980 bis 1998
- Série IIb, Mécanique, physique, astronomie,  (ISSN 1287-4620); sie erschienen 1998 bis 2000
- Série IIb, Mécanique, (ISSN 1620-7742), sie erschienen 2000 bis 2001
- Série IIc, Chimie, (ISSN 1387-1609), sie erschienen 1998 bis 2001
- Série III, Sciences de la vie (ISSN 0764-4469 et 0249-6313)
- Série IV, Physique, astrophysique, (ISSN 1296-2147), sie erschienen 2000 bis 2001

Ab 2002 erschienen sie im Verlag Elsevier Science unter den Reihentiteln:
- Comptes rendus Mathématique (ISSN 1631-073X), erscheint monatlich
- Comptes rendus Mécanique (ISSN 1631-0721), erscheint monatlich
- Comptes rendus Physique (ISSN 1631-0705), 10 Ausgaben pro Jahr, auch Astrophysik
- Comptes rendus Géoscience - (sciences de la terre) (ISSN 1631-0713), monatlich
- Comptes rendus Palévol (paléontologie et théorie de l’évolution) (ISSN 1631-0683), 8 Ausgaben im Jahr
- Comptes rendus Chimie (ISSN 1631-0748), monatlich
- Comptes rendus Biologie (ISSN 1631-0691), monatlich

Artikel können in Englisch oder Französisch erscheinen, mit Abstracts in beiden Sprachen (der Verlag deutet aber an, dass Englisch bevorzugt wird).

## Online Ausgaben
- 1835 bis 1965 bei Gallica
- 1966 bis 1973, Serie A, B, bei Gallica
- Serie A, 1974, Gallica
- Serie B, 1974, Gallica
- Serie A, B, 1975 bis 1990, Gallica
- Serie C, 1966 bis 1980, Gallica
- Serie D, 1966 bis 1980, Gallica
- Vie académique 1968 bis 1970, Gallica